# رباط خاجی‌خاری
رباط خاجی خاری یا ساکرواسپینوس(به انگلیسی: Sacrospinous ligament) یکی از رباط های لگنی است که استخوان های خاجی (ساکروم) و دنبالچه (کوکسیکس) را به خار ایسکیال  استخوان ایسکیوم (نشیمنگاهی) متصل می کند. اتصال قسمت مربوط به خاجی، ناحیه تحتانی کنارهای طرفی آن است. دو رباط ساکروتوبروس و ساکرواسپینوس در ایجاد سوراخ سیاتیک بزرگ و سوراخ سیاتیک کوچک شرکت می کنند. از سوراخ سیاتیک بزرگ ماهیچه هرمی (پیریفورمیس) و عصب سیاتیک و از سوراخ سیاتیک کوچک، عصب و ماهیچه سدادی داخلی (ابتوراتور داخلی) عبور می کنند.